# Sede do Ministério das Relações Exteriores da Rússia
A Sede do Ministério das Relações Exteriores da Rússia é um dos sete arranha-céus do chamado "Classicismo soviético", projetado e supervisionado por V.Gelfreih e A.B.Minkus.

## Estrutura
O arranha-céu tem 27 andares e sua altura é de 172 metros. Externamente é coberto por uma parede de pedra clara com pilastras e pilones projetados. O interior é decorado com pedras e metais. Uma torre de metal encabeça o telhado da torre, assimilando sua silhueta com as das outras seis irmãs.

## História
A construção do arranha-céu iniciou em 1948 e terminou em 1953. De acordo com a biografia do arquiteto Minkus (publicado em 1982), os planos do esboço foram arranjados primeiramente em 1946 e variaram de 9 a 40 projetos. Em 1947 propuseram-se dois desenhos: um utilizou reveses em camadas enquanto o outro chamou para uma construção mais aerodinâmica que culminou em um topo retangular sem corte. No segundo projeto aprovado, uma torre de metal, presumivelmente ordenada por Joseph Stalin, foi acrescentada apressadamente ao telhado da torre. Atualmente, o edifício abriga os escritórios do Ministério das Relações Exteriores da Rússia.